# 三斜法
三斜法（さんしゃほう）とは、測量における用語の一つであり、土地の面積の計算方法の一つ。

## 概要
多角形からなる土地を最小単位の多角形である三角形に分割し、それぞれの三角形について底辺×高さによって面積を求め、それらの三角形の面積の合計によって目的とする土地全体の面積を求めるものである。
また、土地を三斜法によって求積することを俗に「三斜を切る」「三斜で切る」と呼ぶ。